# Parafia św. Barbary w Przeworsku
Parafia św. Barbary w Przeworsku – parafia rzymskokatolicka należąca do dekanatu Przeworsk II w archidiecezji przemyskiej. Powstała w 1971 roku przy istniejącym od XV w. przeworskim klasztorze Bernardynów.

## Historia
Pierwsza wzmianka o Przeworsku pojawiła się w 1280 roku, gdy książę Leszek Czarny po wygranej bitwie z Rusinami pod Koprzywnicą zdobył wieś Przeworsko. 25 lutego 1393 roku wieś otrzymała prawa miejskie. 28 kwietnia 1393 roku została erygowana parafia w Przeworsku, a w 1394 roku parafię przejęli Bożogrobcy. W latach 1430–1473 zbudowano obecny murowany kościół pw. Ducha Świętego.
W 1461 roku Rafał Jakub Jarosławski ufundował kościół i klasztor Bernardynów. W 1465 roku przybyli pierwsi zakonnicy. 
1 lutego 1971 roku dekretem bpa Ignacego Tokarczuka przy kościele klasztornym, została erygowana parafia, jako niezależny wikariat, a 9 czerwca 1981 roku na podstawie umowy biskupa przemyskiego z prowincjałem parafia została oddana zakonowi, a wówczas było 5500 wiernych. 
W latach 1981–1985 w Żurawiczkach zbudowano kościół filialny pw. Matki Bożej Różańcowej, a 15 kwietnia 1993 roku została erygowana parafia Matki Bożej Rózańcowej w Żurawiczkach. 2 lipca 1993 roku został erygowany dom zakonny bernardynów w Żurawiczkach. 
8 września 2019 roku abp Adam Szal dokonał koronacji cudownego Obrazu Matki Bożej Pocieszenia.
Proboszczowie parafii:
1971–1975. o. Bonawentura Misztal OFM.
1975–1976. o. Leopold Gajda OFM.
1976–1984. o. Tymoteusz Duda OFM.
1984–1993. o. Jan Kanty Bartnik OFM.
1993–1996. o. Kasjan Gumieniak OFM.
1996–2002. o. Jan Szpila OFM.
2002–2005. o. Bronisław Frączek OFM.
2005–2011. o. Gerard Konieczek OFM.
2011–2016. o. Marceli Gęśla OFM.
2016–2017. o. Kazimierz Kowalski OFM.
2017–2020. o. Izajasz Styczyński OFM.
2020– nadal o. Erwin Ceklarz OFM.

## Wspólnoty działające przy parafii
- Akcja Katolicka.
- Franciszkański Zakon Świeckich.
- Rodzina Radia Maryja.
- Wspólnota Żywego Różańca.
- Stowarzyszenie Rodzin Katolickich.
- Grupa Fatimska.
- Chór Świętej Barbary.
- Franciszkańska Młodzież Oazowa.
- Oaza Dzieci Bożych.

## Terytorium parafii
Na terenie parafii jest 2861 wiernych w Przeworsku, mieszkających przy ulicach: Aleksandrów, Bernardyńska, Cicha, Czarnieckiego, Gimnazjalna, Grunwaldzka   (blok nr 3), Jagiellońska  (blok nr 3), Jasna, Kasprowicza, Kazimierzowska, Kilińskiego, Klonowa, Koczocika, Kościuszki, Kręta, Krótka, Krzywa, Lwowska  (numery nieparzyste do szkoły nr 2), Plac Mickiewicza, Polna, Reymonta, Rynek, Słowackiego  (numery nieparzyste), Tatarska, Tkacka, Wałowa, Wąska, Węgierska (numery nieparzyste po Wojciechówkę), Wiejska, Wierzbowa, Wojska Polskiego, Zielona, Zygmuntowska, Żurawia.